# Charlie Davis
Charles Fremont „Charlie“ Davis (* 1899 in Indianapolis; † 1991) war ein US-amerikanischer Jazz-Musiker (Piano, Trompete), Komponist und Bandleader.

## Leben und Wirken
Davis war der Sohn des Posaunisten Abijah Davis, der im Indianapolis Symphony Orchestra spielte. Seine Charlie Davis Band, die auch gelegentlich The Joy Gang genannt wurde, gründete er 1923 in Indianapolis zunächst als kleinere Combo, die in Filmtheatern und Hotels spielte, und baute sie schließlich zu einer Big Band aus, die in den 1920er und bis in die 1930er Jahre erfolgreich war. Sie war für ihren sweet Stil bekannt und trat im Casino Gardens auf, einem Tanzpalast nahe dem White River im nördlichen Teil von Indianapolis.
Ende 1927 spielten in der Davis Band, dessen Co-Leader Fritz Morris war, 19 Musiker. Das Orchester zeichnete sich durch eine strenge Disziplin aus; Alkoholexzesse oder Drogenkonsum wurden mit dem sofortigen Rauswurf geahndet. Ihr Erfolg im Casino Gardens führte zu ersten Schallplatten-Einspielungen für Gennett Records. In Indiana trat Charlie Davis’ Band bei gemeinsamen Gigs zusammen mit Hoagy Carmichael und Bix Beiderbeckes Wolverines auf, so 1924 im Butler College und im Marion’s Luna Lite Theater. Im selben Jahr nahmen die Wolverines für Gennett die Davis-Komposition „Copenhagen“ auf, ebenso die Nummer „Jimtown Blues“ (die Davis mit Fred Rose geschrieben hatte). Nach fünf Jahren erhielt die Davis-Band Engagements in New York, wo sie Auftritte an der Seite von Rudy Vallée, dem Duke Ellington Orchestra, Cab Calloway, „Bojangles“ Robinson und Ethel Merman hatte. Einer ihrer erfolgreichsten Gastspiele fand 1930 im Paramount Theatre in Brooklyn statt, wo sie in einem gemeinsam Programm mit Ellington auftraten. Dies wurde in dem zehnminütigen Filmmusical „The Jazz Reporters“ gezeigt.
Daran schloss sich eine Tournee durch Russland, Mexiko, Spanien, Frankreich, Holland und Südafrika an. Es entstanden auch noch Aufnahmen für Vocalion. Nachdem sich die Band in den 1930er Jahren aufgelöst hatte, arbeitete Davis in Oswego, New York im Möbel- und Linoleum-Geschäft. Zu den später erfolgreichen Mitgliedern seiner Band gehörten der Sänger Dick Powell, der der Haupt-Vokalist der Davis-Band war, sowie der Klarinettist Earle Moss, der später Arrangeur für CBS wurde. Davis veröffentlichte 1981 im Selbstverlag seine Autobiographie That Band From Indiana, die auch Grundlage für ein Theaterstück gleichen Namens über die Roaring Twenties von Lawrence E. McCullough war.